# Emporió
Emporió (en griego, Εμποριό) es un pueblo y un yacimiento arqueológico de la isla de Quíos (Grecia). Administrativamente pertenece a la unidad periférica de Quíos, al municipio de Quíos, a la unidad municipal de Mastijojoria y a la comunidad local de Pyrgí. En el año 2011 contaba con una población de 47 habitantes.

## Arqueología

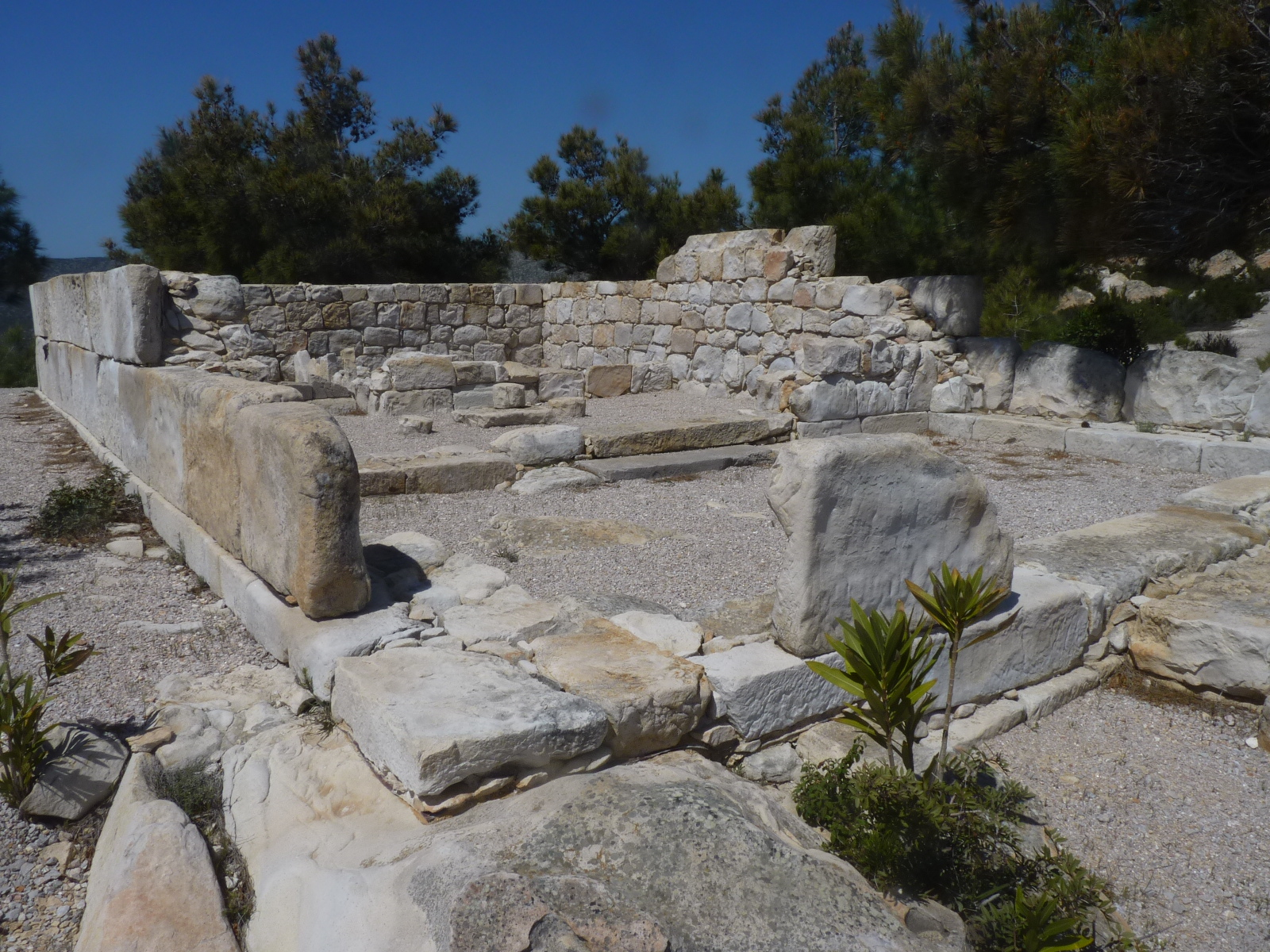
Restos del yacimiento arqueológico.

En este sitio se han llevado a cabo excavaciones dirigidas por la Escuela Británica de Atenas entre 1952 y 1955. 
La ubicación del lugar, en el sur de la isla de Quíos, era favorecida por la presencia de un puerto natural. Este lugar fue habitado desde el periodo Neolítico. Sufrió una destrucción en torno al 3000 a. C.  
En el siglo XIII a. C. predomina una cultura local relacionada principalmente con Anatolia, como muestran la cerámica y los usos funerarios de este periodo, aunque se observan contactos comerciales con el mundo micénico. Sin embargo en el siglo XII a. C., después de la caída de los palacios micénicos, se aprecia un cambio cultural en Emporió, donde desaparecen muchos elementos anatolios y aumenta la presencia de material micénico, y de manera muy significativa en las tradiciones culinarias. Este cambio se ha interpretado como la colonización del asentamiento por parte de personas de origen griego. Sin embargo esta colonización solo duró unos 120 años, puesto que el asentamiento fue destruido en torno al 1100 a. C.
En la cima de la colina llamada «Profeta Elías» se ha encontrado un edificio prehistórico que podría haber sido la residencia de un jefe local, así como de un templo de Atenea de mediados del siglo VI a. C. que fue destruido a principios del siglo V y reconstruido en el siglo IV a. C. Esta acrópolis tenía una muralla de unos 800 m de largo y 2 m de altura. Por otra parte, en la ladera sudoeste se han encontrado restos de un asentamiento fundado en el siglo VIII a. C. Este fue abandonado hacia fines del siglo II a. C. Además, cerca del puerto había un templo dedicado a Apolo.